# Park an der Etzoldschen Sandgrube

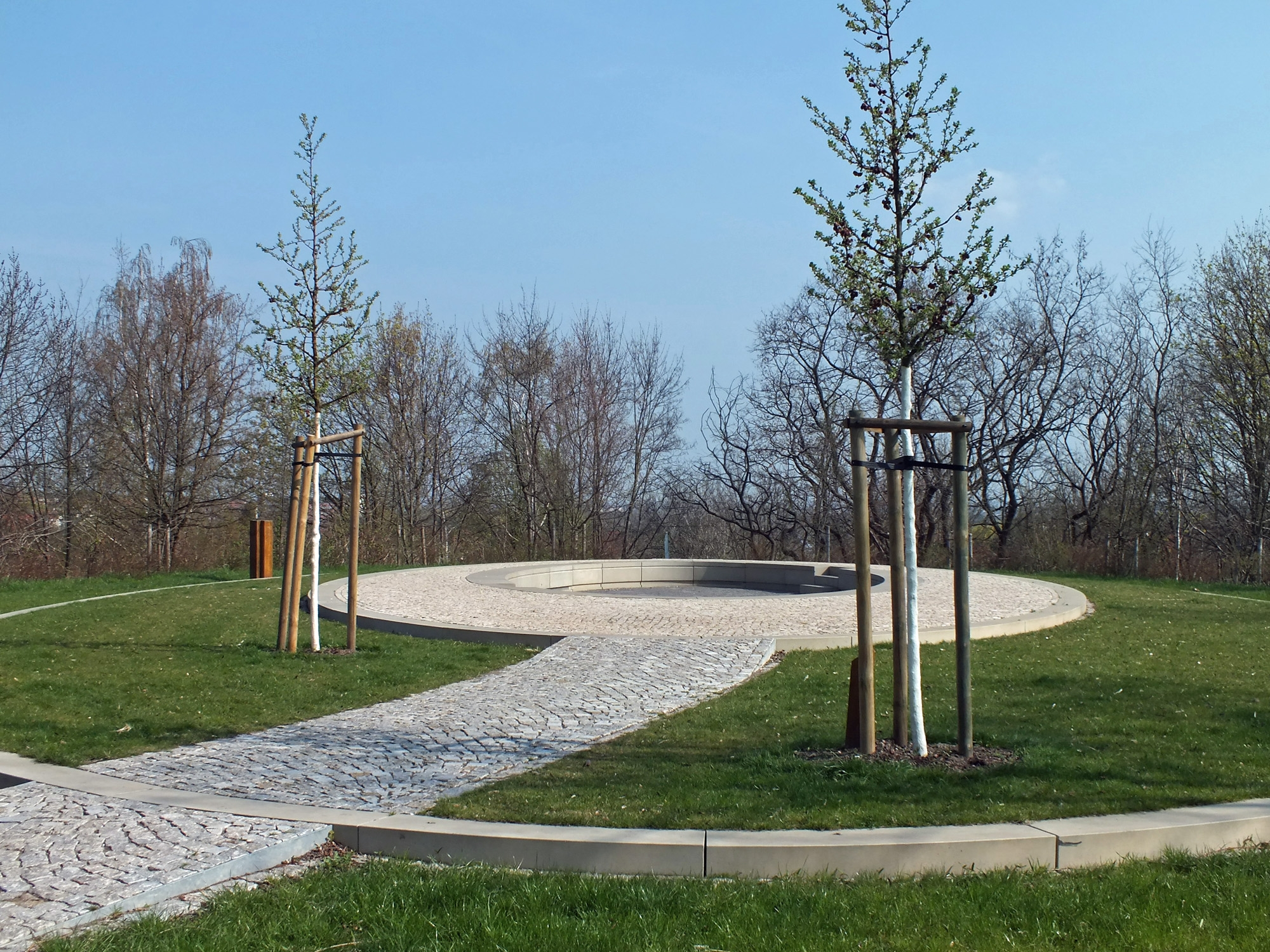
Der Gedenkort an die Paulinerkirche

Der Park an der Etzoldschen Sandgrube ist eine Parkanlage im Südosten Leipzigs mit einem Gedenkort an die 1968 gesprengte Universitätskirche St. Pauli. Auf Stadtplänen finden sich auch die Bezeichnungen Freizeitpark Südost und Freundschaftspark.

## Lage und Größe
Die Anlage befindet sich im Stadtteil Probstheida, etwa fünf Kilometer südöstlich des Leipziger Stadtzentrums. Sie wird im Südwesten begrenzt von der Prager Straße, im Nordwesten und Norden vom Paulinerweg, den Sportanlagen des ATV Leipzig 1845 e.V. und der Kleingartenanlage „Marienhöhe“, im Osten von der Augustinerstraße und im Süden von der Bebauung der alten Dorflage Probstheida. Die Fläche des Parks umfasst 10,2 Hektar. Der Park gehört zum Leipziger Landschaftsschutzgebiet Etzoldsche Sandgrube und Rietzschketal Zweinaundorf.

## Geschichte

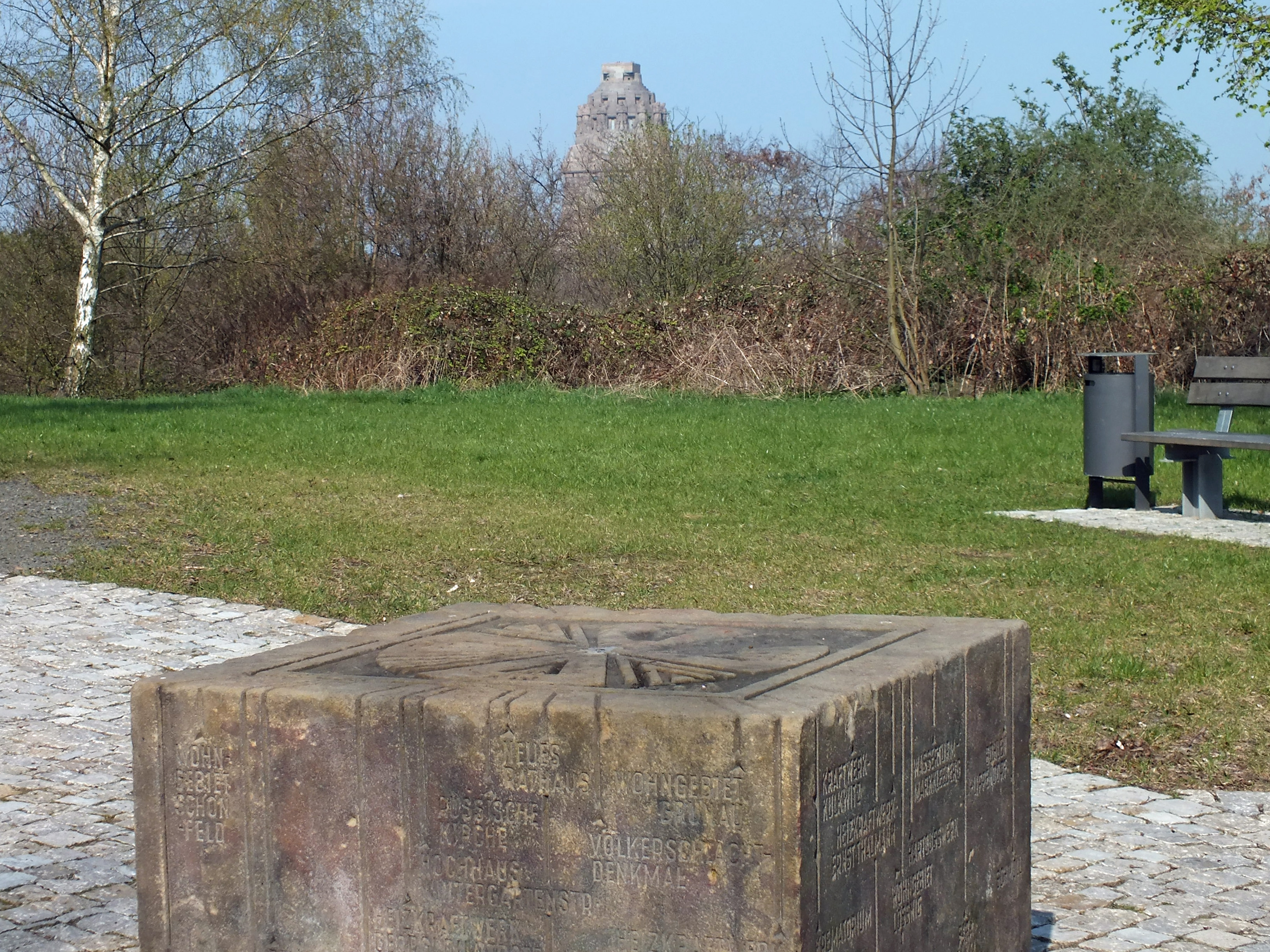
Der Richtungsstein von 1980

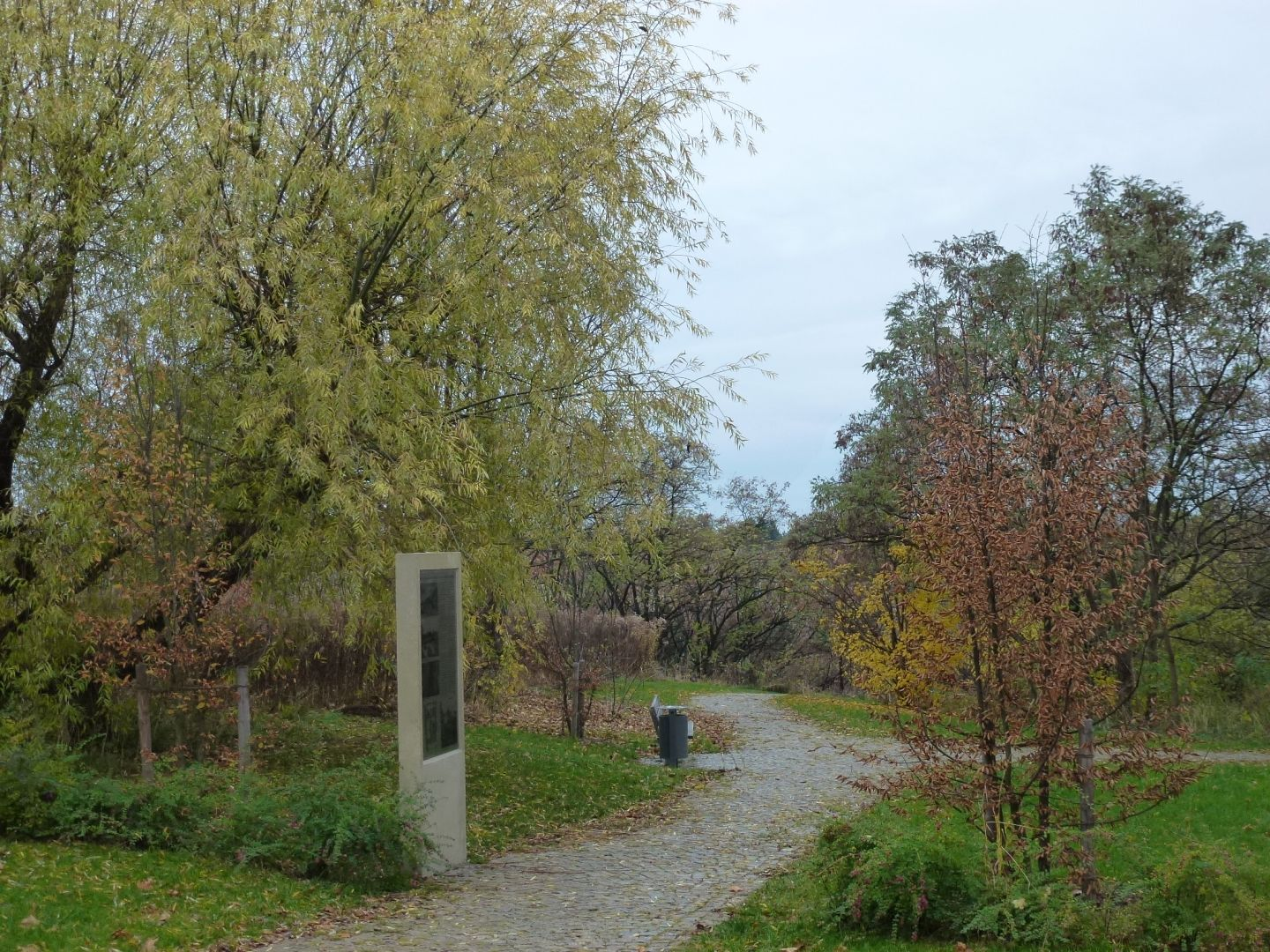
Informationstafel zur Zerstörung der Paulinerkirche

Als 1898 der Bau des Völkerschlachtdenkmals begann, wurde nach nahe gelegenen Sandvorkommen gesucht. Auf der Flur des Besitzers Etzold nördlich von Probstheida, weniger als einen Kilometer vom Denkmal entfernt, wurde eine Sandgrube angelegt und ein Teil des Sandes für das Denkmal gewonnen. Ein anderer kam mittels einer Seilbahn aus einer Grube südwestlich von Probstheida. Die Etzoldsche Grube blieb auch später noch in Betrieb. Nach dem Zweiten Weltkrieg lag das Gelände brach.
1968 wurden die Trümmer der zur Gewinnung des Baugeländes für das Hauptgebäude der Karl-Marx-Universität am 30. Mai unversehrt gesprengten Universitätskirche St. Pauli samt Gebeinen aus alten Gräbern in der Kirche und des nach den Bombenschäden des Zweiten Weltkriegs dem Verfall überlassenen Augusteums sowie weiterer teilzerstörter Universitätsbauten in die Grube verbracht. Zehn Jahre später wurden die Überreste der als baufällig gesprengten und abgetragenen Markuskirche in Leipzig-Reudnitz eingebracht. Dazwischen und danach folgten Trümmer von abgebrochenen Bauten vornehmlich aus dem Leipziger Osten. Aus der Grube war ein Abraumberg geworden.
In den 1980er Jahren wurde mit der Gestaltung des Geländes zu einem Park begonnen. Es wurden Wege angelegt, Bäume gepflanzt und ein Spielplatz eingerichtet. Ein Rest des Geländes diente der vormilitärischen Gesellschaft für Sport und Technik als Übungsgelände. Der kahle Trümmerhügel war Rodelberg und Aussichtspunkt mit einem informierenden sogenannten „Richtungsstein“.
Bis 1989 durfte an keiner Stelle auf die historisch und kunstgeschichtlich bedeutsamen Trümmer hingewiesen werden, die hier ruhten. Als Erstes errichtete nach der Wende die Leipziger Studentengemeinde eine hölzerne Stele mit dem Querschnitt eines Kreuzes und der Aufschrift „1968“ zum Gedenken an die Universitätskirche. 2008 plante die Stadt Leipzig, an dieser Stelle dauerhaft an die Geschehnisse von 1968 zu erinnern. 2011 konnte der Gedenkort mit Mitteln aus dem Konjunkturpaket II fertiggestellt werden.

## Gedenkort

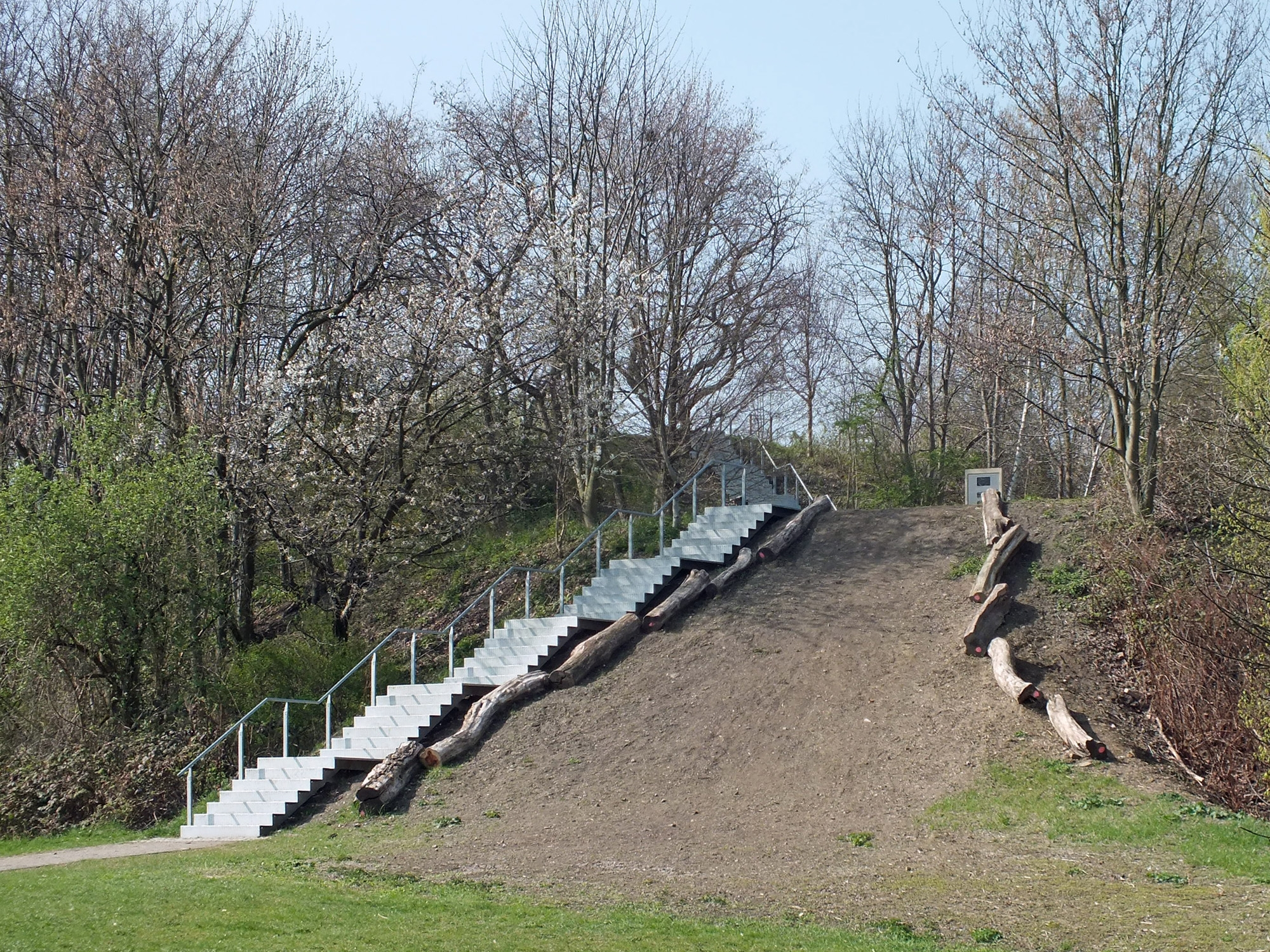
Aufgang zum Gedenkort und Rodelhang

Der Gedenkort befindet sich auf dem obersten Plateau des inzwischen mit Bäumen bewachsenen etwa zwölf Meter hohen Hügels. Es führen sowohl Treppen als auch Wege hinauf. Informationstafeln weisen auf die Geschichte und die Bedeutung des Ortes hin.
Ein zwei Stufen tiefer liegendes, in Stein gefasstes Oval, das ein Auge darstellen soll und das Zentrum des Gedenkortes ist, führt symbolisch hinab zu den hier liegenden historischen Zeugnissen. Betritt man das Pflaster im Innenraum dieses Ovals, wird eine Klanginstallation ausgelöst, die der Komponist und Klangkünstler Erwin Stache geschaffen hat. Zunächst hört man die eigenen Schritte verfremdet hallend, wie über hohlem Untergrund. Man hört Orgelpfeifen, Stadtgeräusche mit seltsamem Hall und Stimmen von Zeitzeugen, bis alles abrupt verstummt – als Hinweis auf das plötzliche Verschwinden des einstigen Kirchengebäudes.